# William Beach Lawrence
William Beach Lawrence, född 23 oktober 1800 i New York, död där 26 mars 1881, var en amerikansk jurist.
Lawrence blev student 1818, efter studier i Europa 1823 sakförare i New York, 1826 legationssekreterare och 1827 chargé d'affaires i London och Paris. Han höll efter sin hemkomst nationalekonomiska föreläsningar vid Columbia College – Lectures on Political Economy (1832), Discourses on Political Economy (1834) – och utövade stort inflytande inte bara i juridiska spörsmål, inte minst som guvernör i Rhode Island.
Lawrence stod Henry Wheaton nära, och hans folkrättsliga arbeten utgör väsentligen supplement till hans berömda förebilds verk. Förutom att ombesörja en ny utgåva av Wheatons Elements of International Law (1855 och 1863) skrev han bland annat Commentaires sur les Eléments du droit international et sur l'histoire des progrès du droit des gens de Henry Wheaton (I–IV, 1868–80) och Disabilities of American Women Married Abroad (1871).